# Nemzeti labdarúgó-válogatottak listája
Ez a világ nemzeti, férfi labdarúgó-válogatottainak listája.

## A FIFA jelenlegi tagjai

A világ térképe a hat földrész szövetségével.

Jelenleg 207 férfi nemzeti válogatott csatlakozott a FIFA-hoz (a világ labdarúgósportját irányító testülethez), akik benevezhetnek a FIFA által rendezett labdarúgó-világbajnokságokra és akiknek az egymás ellen vívott mérkőzéseit hivatalos mérkőzésként számon tartják. 
E hivatalos mérkőzések eredménye alapján állítja össze és teszi közzé a FIFA havonta a Világranglistát, amely a nemzeti válogatottak egymáshoz viszonyított "erejét" mutatja, bár a Comore-szigetek és Kelet-Timor még nem került besorolásra.
Minden nemzeti válogatott egyben a saját elhelyezkedése szerinti kontinentális konföderációnak is a tagja:
- Ázsia – Ázsiai Labdarúgó-szövetség (AFC)
- Afrika – Afrikai Labdarúgó-szövetség (CAF)
- Észak-, Közép-Amerika és a Karibi-térség – Észak- és Közép-amerikai, Karibi Labdarúgó-szövetségek Konföderációja (CONCACAF)
- Dél-Amerika – Dél-amerikai Labdarúgó-szövetség (CONMEBOL)
- Óceánia – Óceániai Labdarúgó-szövetség (OFC)
- Európa – Európai Labdarúgó-szövetség (UEFA)

A következő lista a FIFA-tag nemzeti válogatottakat tartalmazza, földrészeik szövetségei szerint.

### AFC(Ázsia)
- Afganisztán
- Egyesült Arab Emírségek
- Ausztrália1
- Bahrein
- Banglades
- Bhután
- Brunei
- Dél-Korea
- Északi-Mariana-szigetek2
- Észak-Korea
- Fülöp-szigetek
- Guam
- Hongkong
- India
- Indonézia
- Irak
- Irán
- Japán
- Jemen
- Jordánia
- Kambodzsa
- Katar
- Kelet-Timor
- Kína
- Kirgizisztán
- Kuvait
- Laosz
- Libanon
- Makaó
- Malajzia
- Maldív-szigetek
- Mianmar
- Mongólia
- Nepál
- Omán
- Pakisztán
- Palesztina
- Srí Lanka
- Szaúd-Arábia
- Szingapúr
- Szíria
- Tajvan
- Tádzsikisztán
- Thaiföld
- Türkmenisztán
- Üzbegisztán
- Vietnám

Megjegyzések
- 1 Korábban az OFC tagja (2006-ban csatlakozott az AFC-hez)
- 2 Az Ázsiai Labdarúgó-szövetség (AFC) előzetes tagja.

### CAF(Afrika)
- Algéria
- Angola
- Benin
- Bissau-Guinea
- Botswana
- Burkina Faso
- Burundi
- Comore-szigetek
- Csád
- Dél-afrikai Köztársaság
- Dzsibuti
- Egyenlítői-Guinea
- Egyiptom
- Elefántcsontpart
- Eritrea
- Etiópia
- Gabon
- Gambia
- Ghána
- Guinea
- Kamerun
- Kenya
- Kongó
- Kongói DK
- Közép-afrikai Köztársaság
- Lesotho
- Libéria
- Líbia
- Madagaszkár
- Malawi
- Mali
- Marokkó
- Mauritánia
- Mauritius
- Mozambik
- Namíbia
- Niger
- Nigéria
- Réunion1
- Ruanda
- São Tomé és Príncipe
- Seychelle-szigetek
- Sierra Leone
- Szenegál
- Szomália
- Szudán
- Szváziföld
- Tanzánia
- Togo
- Tunézia
- Uganda
- Zambia
- Zanzibár1
- Zimbabwe
- Zöld-foki Köztársaság

Megjegyzések
1 Az Afrikai Labdarúgó-szövetség (CAF) teljes jogú tagjai, azonban területi függőségük miatt nem nyerhetnek felvételt a Nemzetközi Labdarúgó-szövetség (FIFA) tagországai közé.

### CONCACAF(Észak-, Közép-Amerika és a Karibi-térség)
- Amerikai Virgin-szigetek
- Anguilla
- Antigua és Barbuda
- Aruba
- Bahama-szigetek
- Barbados
- Belize
- Bermuda
- Brit Virgin-szigetek
- Costa Rica
- Dominikai Közösség
- Dominikai Köztársaság
- Egyesült Államok
- Salvador
- Francia Guyana1
- Grenada
- Guadeloupe1
- Guatemala
- Guyana
- Haiti
- Honduras
- Antigua és Barbuda
- Jamaica
- Kanada
- Kajmán-szigetek
- Kuba
- Martinique1
- Mexikó
- Montserrat
- Nicaragua
- Panama
- Puerto Rico
- Saint Kitts és Nevis
- Saint-Martin1
- Saint Lucia
- Saint Vincent és a Grenadine-szigetek
- Sint Maarten1
- Suriname
- Trinidad és Tobago
- Turks- és Caicos-szigetek

1 A CONCACAF teljes jogú tagjai, azonban területi függőségük miatt nem nyerhetnek felvételt a Nemzetközi Labdarúgó-szövetség (FIFA) tagországai közé.

### CONMEBOL(Dél-Amerika)
- Argentína
- Bolívia
- Brazília
- Chile
- Ecuador
- Kolumbia
- Paraguay
- Peru
- Uruguay
- Venezuela

### OFC(Óceánia)
- Amerikai Szamoa
- Cook-szigetek
- Fidzsi-szigetek
- Pápua Új-Guinea
- Salamon-szigetek
- Szamoa
- Tahiti
- Tonga
- Új-Kaledónia
- Új-Zéland
- Vanuatu

### UEFA(Európa)
- Albánia
- Andorra
- Anglia
- Ausztria
- Azerbajdzsán
- Belgium
- Bosznia-Hercegovina
- Bulgária
- Ciprus1
- Csehország
- Dánia
- Észak-Írország
- Észtország
- Fehéroroszország
- Feröer
- Finnország
- Franciaország
- Grúzia
- Gibraltár
- Görögország
- Hollandia
- Horvátország
- Írország
- Izland
- Izrael2
- Kazahsztán3
- Koszovó4
- Lengyelország
- Lettország
- Liechtenstein
- Litvánia
- Luxemburg
- Észak-Macedónia
- Magyarország
- Málta
- Moldova
- Montenegró
- Németország
- Norvégia
- Olaszország
- Oroszország
- Örményország
- Portugália
- Románia
- San Marino
- Skócia
- Spanyolország
- Svájc
- Svédország
- Szerbia
- Szlovákia
- Szlovénia
- Törökország
- Ukrajna
- Wales

1: A Ciprusi Köztársaság labdarúgó válogatottja. Az Észak-ciprusi Török Köztársaságnak saját labdarúgó-válogatottja van, az észak-ciprusi labdarúgó-válogatott, amely sem az UEFA-nak, sem a FIFA-nak nem tagja.

2: Korábban az AFC tagja (UEFA-hoz csatlakozott 1972-ben)

3: Korábban az AFC tagja (UEFA-hoz csatlakozott 2002-ben)

4: A  Koszovó nemzeti válogatottja 2016 óta teljes jogú tagja az UEFA-nak.

## Korábbi nemzeti válogatottak
Ezek a nemzeti válogatottak ma már nem léteznek, mert az általuk képviselt országok felbomlottak vagy megszűntek.

### Csehszlovákia
- Csehszlovákia Helyén 1993-ban 2 független állam jött létre:
  -  Csehország
  -  Szlovákia

A FIFA  Csehszlovákia nemzeti válogatottjának utódjául  Csehország csapatát ismeri el és annak eredményeit nála tartja számon.

### Francia Egyenlítői Afrika
- Francia Egyenlítői Afrika Helyén 1960-ban 4 független állam jött létre:
  -  Kongó
  -  Gabon
  -  Közép-afrikai Köztársaság
  -  Csád

A FIFA a Francia Egyenlítői Afrika nemzeti válogatottjának utódjául  Kongó csapatát ismeri el és annak eredményeit nála tartja számon.

### Francia Nyugat-Afrika
- Francia Nyugat-Afrika Helyén 1960-ban 9 független állam jött létre:
  -  Mali
  -  Szenegál
  -  Mauritánia
  -  Guinea
  -  Burkina Faso
  -  Benin
  -  Togo
  -  Elefántcsontpart
  -  Niger

A FIFA Francia Nyugat-Afrika nemzeti válogatottjának utódjául  Mali csapatát ismeri el és annak eredményeit nála tartja számon.

### Németország
- NDK
- NSZK

1990-ben egyesültek; létrejött  Németország nemzeti válogatottja.
A FIFA  Németország csapatát a korábbi  NSZK nemzeti válogatott utódjául ismeri el és annak eredményeit nála tartja számon.
- Saar-vidék

1957-ben visszaintegrálódott az  NSZK-ba.

### Írország
- Írország Helyén 1922-ben 2 független állam jött létre:
  -  Észak-Írország
  -  Írország

A FIFA Írország nemzeti válogatottjának utódjául  Észak-Írország csapatát ismeri el és annak eredményeit nála tartja számon.

### Korea
- Korea Helyén 1945-ben 2 független állam jött létre:
  -  Dél-Korea
  -  Észak-Korea

A FIFA Korea nemzeti válogatottjának utódjául  Dél-Korea csapatát ismeri el és annak eredményeit nála tartja számon.

### Mandzsúria
- Mandzsúria

1945-ben beintegrálódott  Kína-ba.

### Holland Antillák
- Curaçao

1954-ben visszaintegrálódott a  Antigua és Barbudaba.

### Szikkim
- Szikkim

1975-ben beintegrálódott  India-ba.

### Vietnám
- Észak-Vietnám
- Dél-Vietnám

1976-ban egyesültek; létrejött  Vietnám nemzeti válogatottja.
A FIFA  Vietnám csapatát a korábbi  Észak-Vietnám nemzeti válogatott utódjául ismeri el és annak eredményeit nála tartja számon.

### Jemen
- Észak-Jemen
- Dél-Jemen

1990-ben egyesültek; létrejött  Jemen nemzeti válogatottja.
A FIFA  Jemen csapatát a korábbi  Észak-Jemen nemzeti válogatott utódjául ismeri el és annak eredményeit nála tartja számon.

### Szovjetunió
- Szovjetunió Helyén 1991-ben 15 független állam jött létre:

|  | - Azerbajdzsán - Észtország - Fehéroroszország - Grúzia - Kazahsztán - Kirgizisztán - Lettország - Litvánia | - Moldova - Oroszország - Örményország - Tádzsikisztán - Türkmenisztán - Ukrajna - Üzbegisztán |

Közülük 12 ország együtt játszott 1992-ben, mint a  FÁK csapata.
A FIFA a  Szovjetunió, majd a  FÁK nemzeti válogatottjának utódjául  Oroszország csapatát ismeri el és annak eredményeit nála tartja számon.

### Jugoszlávia
- Jugoszlávia (Szocialista Szövetségi Köztársaság) Helyén 1992-ben 5 független állam jött létre:
  -  Szerbia és Montenegró (előtte Jugoszláv Szövetségi Köztársaság)
  -  Bosznia-Hercegovina
  -  Horvátország
  -  Észak-Macedónia
  -  Szlovénia

- Szerbia és Montenegró (Szövetségi Köztársaság) Helyén 2006-ban 2 független állam jött létre:
  -  Szerbia
  -  Montenegró

A FIFA a Jugoszláv SZSZK, a Jugoszláv SZK, majd Szerbia és Montenegró  nemzeti válogatottjának utódjául  Szerbia csapatát ismeri el és annak eredményeit nála tartja számon.

### Új nevek
Itt azokat a nemzeteket soroltuk fel, amelyek egyesülés, felbomlás vagy egyéb okok miatt megváltoztatták nevüket:
- Brit India 1947 után  India
- Palesztina/Izrael Földje 1948 után  Izrael
- Sziám 1949 után  Thaiföld
- Holland India 1949 után  Indonézia
- Aranypart 1957 után  Ghána
- Egyiptom 1958 után | Egyesült Arab Köztársaság, 1972 után  Egyiptom
- Belga Kongó 1960 után  Kongó-Leopoldvillé, 1963 után  Kongó-Kinshasa, 1971 után  Zaire, 1997 után  Kongói DK
- Kelet-Togo 1960 után  Togo
- Malaja 1963 után  Malajzia
- Tanganyika 1964 után  Tanzánia
- Észak-Rhodesia 1964 után  Zambia
- Dél-Rhodesia 1964 után  Rhodesia, 1980 után  Zimbabwe
- Brit Guyana 1966 után  Guyana
- Nyaszaföld 1966 után  Malawi
- Spanyol Guinea 1968 után  Egyenlítői-Guinea
- Ceylon 1972 után  Srí Lanka
- Khmer Köztársaság 1975 után  Demokratikus Kambodzsa, 1979 után  Kambodzsa
- Dahomey 1975 után  Benin
- Malagaszi Köztársaság 1975 után  Madagaszkár
- Suriname 1975 után  Suriname
- Portugál Guinea 1975 után  Bissau-Guinea
- Közép-afrikai Köztársaság 1976 után  Közép-afrikai Birodalom, 1979 után  Közép-afrikai Köztársaság
- Szomálipart 1977 után  Dzsibuti
- Új-Hebridák 1980 után  Vanuatu
- Brit Honduras 1981 után  Belize
- Felső-Volta 1984 után  Burkina Faso
- Burma 1989 után  Mianmar
- Kongó-Brazzaville 1992 után  Kongó
- Szamoa 1996 után  Szamoa

## Jelenleg nem FIFA-tagok
Ezek a független nemzetek nem tagjai a FIFA-nak vagy saját kontinentális szövetségüknek. Tekintettel arra, hogy nemzeti szövetségeik nem tagszövetségei a FIFA-nak, nem nevezhetnek be a FIFA által rendezett világbajnokságokra, nemzetközi mérkőzéseiket nem ismerik el hivatalos országok közötti viadaloknak. Néhány csapat részt vesz az NF-Tanács munkájában.

### Szuverén országok, amelyek jelenleg semmilyen szövetséghez nem tartoznak
Ezek a szuverén országok sem a FIFA-nak, sem a NF-Tanácsnak, sem saját helyi szövetségüknek nem tagjai:
- Mikronézia
- Monaco
- Nauru
- Nagy-Britannia
- Vatikán
- Saint-Barthélemy
- Észak-Ciprus
- Pohnpei
- Nyugat-Szahara

## Lásd még
- FIFA-országkódok listája